# Horsleycross Street
Horsleycross Street – osada w Anglii, w hrabstwie Essex. Leży 47 km na północny wschód od miasta Chelmsford i 96 km na północny wschód od Londynu.